# Marktgedrag
Het marktgedrag is een manier van optreden door deelnemers op de markt. Dit gedrag bepaalt mede de prijsvorming. Wanneer deelnemers besluiten onderling prijsafspraken te maken, is er sprake van kartelvorming, hetgeen onder meer in de Europese Unie verboden is. Wanneer er maar één aanbieder van een product is, wordt er gesproken over een monopolie, waardoor deze een grote invloed kan uitoefenen op de prijs.